# Étienne Sabbe
Étienne Sabbe, flämisch Stephanus Emilius Maria, französisch Étienne Émile Maria (* 21. August 1901 in Ostende; † 15. Januar 1969 in Kortrijk) war ein Historiker und belgischer Generalarchivar. Er veröffentlichte meist unter dem Vornamen Étienne.

## Leben
Sabbe studierte Geschichte an der Universität Gent und promovierte 1925 bei Henri Pirenne mit einer Arbeit über Klosterreformen im Frühmittelalter. 1928 wurde er im Reichsarchiv in Brüssel eingestellt. Er  blieb sein ganzes Berufsleben im belgischen Archivdienst. 
Sabbe war einer der ersten Archivare, die den historischen Wert der Aktenbestände von Wirtschaftsunternehmen erkannte und ihre Akten verzeichnete. Während der deutschen Besetzung Belgiens, in der das Archivwesen des Landes von Georg Wilhelm Sante bestimmt wurde,  erforschte der Mediävist die Geschichte des Deutschtums in Belgien. Ab 1942 war er mit Bestandserhaltung im Reichsarchiv Antwerpen betraut. Als Hauptwerk gilt seine Arbeit über die Geschichte der belgischen Flachsindustrie vom Mittelalter bis etwa 1880 (1943).
Von 1947 bis 1949 sorgte er für die Rückführung der Archivalien aus den Kreisen Eupen, Malmedy und Sankt Vith aus Deutschland nach Belgien und verhandelte über den Bestand der Reichsabtei Stablo-Malmedy. Von 1955 bis zu seiner Pensionierung 1968 war er Reichsarchivar und sorgte für eine wissenschaftliche, bauliche und organisatorische Modernisierung des belgischen Archivwesens. 1964 übernahm er den Vorsitz des Internationalen Archivrates.
1964 erhielt er das Große Verdienstkreuz des Verdienstordens der Bundesrepublik Deutschland.

## Schriften (Auswahl)
- De kloosterhervormingen in Vlaanderen en Neder-Lotharingen in de IXe en Xe eeuw. Phil. diss. Gent, 1925
- De Belgische vlasnijverheid. De zuidnederlandse vlasnijverheid tot het midden van de 19de eeuw. Brügge 1943
- Histoire de l'industrie linière en Belgique. Brüssel 1945
- Anvers. Métropole de l'Occident. Brüssel 1952